# Juan Carlos Goyeneche
Juan Carlos Goyeneche (1913-1982) fue un político nacionalista argentino. Simpatizante del nazismo, viajó durante la Segunda Guerra Mundial a Europa, donde se reunió con varias figuras de importancia del Tercer Reich y de la Italia fascista.

## Biografía
Nacido el 6 de enero de 1913 en Buenos Aires, era hijo del intendente de Buenos Aires Arturo Goyeneche y bisnieto de Juan Idiarte Borda, presidente de Uruguay. Entró en los  Cursos de Cultura Católica en 1932. Fue un colaborador cercano del Ausland-Sicherheitsdienst, el servicio de inteligencia de ultramar de la Alemania nazi. Fue un prominente periodista de extrema derecha, y fue editor de la revista Sol y Luna —editada entre 1938 y 1943— así como redactor de la revista Cabildo. En concreto destacó por el antisemitismo de sus escritos. Según Goyeneche la Hispanidad era un elemento clave a la hora de definir la nación. Durante su período como coronel en el Ejército Argentino Juan Perón empleó a Goyeneche como su agente confidencial.
Fue uno de los miembros de la intelectualidad ultraconservadora de América que recibió una invitación del Consejo de la Hispanidad para acudir a España; consiguió llegar a Europa en abril de 1942. En Madrid se reunió con el embajador argentino Adrián Escobar y con el cónsul Aquilino López y al mes siguiente, los tres cruzaron la frontera a Francia donde mantuvieron un encuentro con Pierre Laval, jefe de gobierno del Régimen de Vichy. En París Goyeneche estableció contacto con el oficial de las SS Herbert Knochen, que accedió a organizar un viaje de Goyeneche a Berlín.
Mientras tanto, antes de este viaje, Goyeneche y Escobar viajaron a Roma donde mantuvieron un encuentro con el pontífice Pío XII. En esta reunión discutieron la posibilidad de la una intervención argentina en Europa en un intento de negociar el fin de la guerra, así como la visión de Escobar de la Hispanidad como una esfera de influencia en América Latina liderada por España. El plan no había sido tomado en serio en ningún sitio y recibió particular escarnio en Brasil, donde la prensa se burló tanto de los delirios de grandeza de Argentina como de la agenda pronazi de sus diplomáticos.
Goyeneche llegó a Berlín finalmente en octubre de 1942, y fue alojado en el Hotel Adlon, a cuenta del estado nazi. Visitó el Frente Oriental para examinar a los hombres de la División Azul. A su vuelta de Rusia solicitó a Otto Reinebeck el director de la agencia de asuntos latinoamericanos del ministerio de exteriores nazi que le organizara sendos encuentros con Adolf Hitler y Joachim von Ribbentrop.
El 30 de noviembre de 1942 mantuvo una reunión con Ribbentrop con Sandstede como intérprete; Ribbentrop le manifestó el apoyo nazi a un incremento del comercio entre ambos países en caso de una victoria nazi en la guerra, el apoyo del Tercer Reich a la toma de las Islas Malvinas por parte de Argentina y el apoyo al desarrollo de lazos más fuertes entre España y Argentina. A pesar de esto Goyeneche encontró desagradable a Ribbentrop. Posteriormente se reuniría con Walter Schellenberg, el líder del Ausland-Sicherheitsdienst, y con el propio Heinrich Himmler en enero de 1943.
De vuelta en España se reunió con Ramón Serrano Súñer. Se trasladaría a Italia, país donde mantuvo reuniones con Giovanni Montini y dos más con Pío XII antes de mantener un encuentro con Benito Mussolini, del cual obtuvo su compromiso de defender el reclamo por las Malvinas, así como la promesa de que lo mismo harían Alemania y Japón, además del apoyo a un plan para derrocar al presidente Ramón Castillo. Mussolini también le habría manifestado que las potencias del Eje no tenían deseo alguno de finiquitar la independencia de Argentina u otro país latinamericano. El dictador fascista también le habría confesado que veía a Argentina como la potencia líder en América del Sur tras la victoria del Eje.
En enero de 1944 se encontraba en Madrid, donde el Ministerio de Educación español le concedió el título de maestro y el doctorado en letras. Goyeneche pasó los últimos meses de la Segunda Guerra Mundial en España y permaneció en contacto con Himmler hasta el final.
Posteriormente volvió a Argentina. Cuando Perón fue derrocado en 1955 Goyeneche no cayó en desgracia dado que su buen amigo Pierre Daye consiguió que se lo nombrara secretario de Cultura y Prensa en la Casa Rosada. Sin embargo, Goyeneche y Daye no tardaron en convertirse en personas non grata, al decidir Pedro Eugenio Aramburu la purga de filonazis. Goyeneche constituyó un poderoso referente ideológico de las actividades del Movimiento Nacionalista Tacuara surgido en la década del 60.
Falleció en Buenos Aires el 16 de octubre de 1982.